# Acanthomytilus arii
Acanthomytilus arii är en insektsart som först beskrevs av Kuwana 1909.  Acanthomytilus arii ingår i släktet Acanthomytilus och familjen pansarsköldlöss. Inga underarter finns listade i Catalogue of Life.